# Una lady como tú
«Una lady como tú» es una canción del cantante colombiano Manuel Turizo lanzada en 2016.

## Antecedentes
«Una lady como tú» fue escrita por Christian Mena, Manuel Turizo, Julián Turizo, Santiago Mesa y Carlos Cassio.

## Desempeño comercial
En Europa, «Una lady como tú» alcanzó el puesto número dos en España, En Italia, la canción alcanzó el puesto 58.
En Latinoamérica, la canción encabezó las listas de El Salvador y Paraguay, alcanzó el top 5 en Bolivia, Chile, Colombia, Costa Rica, Ecuador, Honduras, México, Nicaragua, Panamá y Perú y alcanzó el top 20 en Argentina, y República Dominicana.
En los Estados Unidos, «Una lady como tú» recibió una certificación 8x platino latino por parte de la Recording Industry Association of America (RIAA) el 25 de abril de 2019, por unidades de más de 480.000 ventas más transmisiones equivalentes a pistas. También recibió cuatro platino por parte de Productores Musicales Españoles (PROMUSICAE), platino por la Federazione Industria Musicale Italiana (FIMI) y una certificación doble diamante+platino+oro por la Asociación Mexicana de Productores de Fonogramas y Videogramas (AMPROFON).

## Video musical
«Una lady como tú» fue lanzado en el canal de YouTube de Manuel Turizo el 16 de marzo de 2017. Al igual que en agosto de 2021, la canción superó los 1.500 millones de visitas.

## Posicionamiento en listas
| Lista (2016-2017)                        | Mejor posición |
| ---------------------------------------- | -------------- |
| Argentina (Monitor Latino)               | 16             |
| Bolivia (Monitor Latino)                 | 5              |
| Colombia (National Report)               | 3              |
| Colombia (Monitor Latino)                | 3              |
| Costa Rica (Monitor Latino)              | 4              |
| República Dominicana (Monitor Latino)    | 11             |
| El Salvador (Monitor Latino)             | 1              |
| Guatemala (Monitor Latino)               | 2              |
| Italia (FIMI)                            | 58             |
| México Airplay (Billboard)               | 2              |
| México (Monitor Latino)                  | 2              |
| Nicaragua (Monitor Latino)               | 4              |
| Panamá (Monitor Latino)                  | 4              |
| Paraguay (Monitor Latino)                | 1              |
| Perú (Monitor Latino)                    | 2              |
| España (PROMUSICAE)                      | 2              |
| EE. UU. Hot Latin Songs (Billboard)      | 32             |
| EE. UU. Latin Airplay (Billboard)        | 41             |
| EE. UU. Latin Pop Airplay (Billboard)    | 21             |
| EE. UU. Latin Rhythm Airplay (Billboard) | 19             |

| Lista (2017)        | Mejor posición |
| ------------------- | -------------- |
| España (PROMUSICAE) | 12             |

## Certificaciones
| Región                | Certificación                    | Unidades certificadas/ventas |
| --------------------- | -------------------------------- | ---------------------------- |
| Italia (FIMI)         | Platino                          | 50,000                       |
| México (AMPROFON)     | Diamante × 2 + Platino × 3 + Oro | 810,000                      |
| España (PROMUSICAE)   | Platino × 4                      | 160,000                      |
| Estados Unidos (RIAA) | Platino × 8 (Latino)             | 480,000                      |